# Johan Henrik Thomander
Johan Henrik Thomander (* 16. Juni 1798 in Fjälkinge (heute ein Teil der Gemeinde Kristianstad in Schonen); † 9. Juli 1865 in Lund) war ein schwedischer Theologe, Schriftsteller, Übersetzer und Politiker.

## Leben und Werk

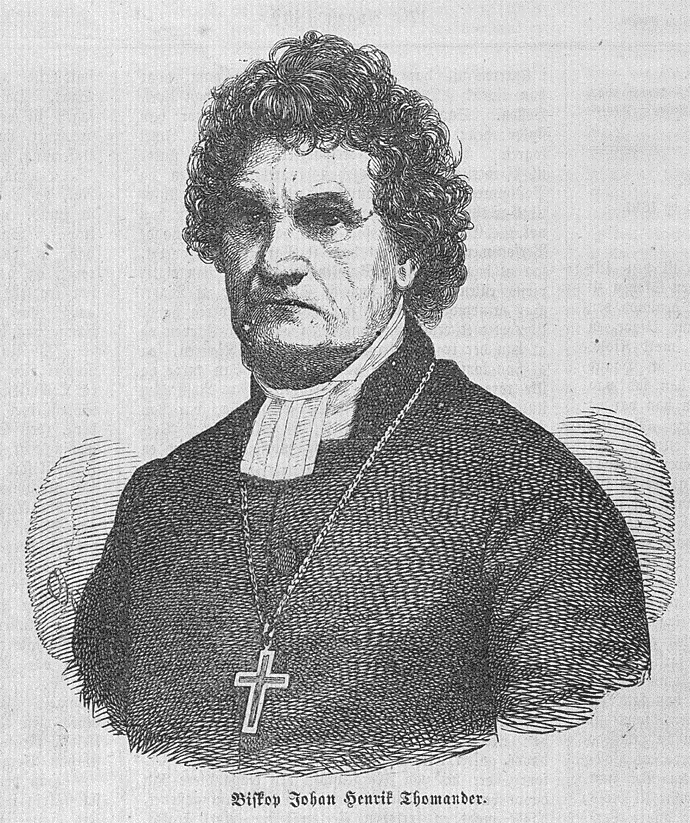
Johan Henrik Thomander (1862)

Als außerehelicher Sohn des Pfarrers Albrecht Johan Pisarski wuchs Thomander bei seinem Großvater Thomas Thomander (ebenfalls Pfarrer) auf und studierte ab 1812 an der Universität Lund Evangelische Theologie. Weil er immer wieder als Hauslehrer arbeiten musste, legte er erst 1820 sein theologisches Examen ab und wurde 1821 zum Pfarrer der (lutherischen) Schwedischen Kirche ordiniert. 1827 kehrte er als Dozent nach Lund zurück und gründete 1828 mit Henrik Reuterdahl die Theologisk Quartalskrift, mit der er für die Erneuerung der schwedischen Theologie und für die Freiheit der Wissenschaft eintrat. Hier erschienen die meisten seiner Publikationen. 1833 wurde er Professor für Pastoraltheologie an der Universität Lund, wo er 1838/39 das Rektorat innehatte. 1845 wechselte er auf den Lehrstuhl für Dogmatik. Von 1840 bis 1858 war er als Vertreter des Pfarrerstandes Mitglied im Reichstag und trat auf der Seite der Liberalen für eine Repräsentativverfassung sowie für eine bessere Bildungspolitik ein. 1850 wurde er Dompropst in Göteborg, 1856 Bischof des Bistums Lund (als Nachfolger des zum Erzbischof berufenen Reuterdahl). 
Sein besonderes Anliegen war die Überwindung der Konfrontation zwischen dem aus den großen Erweckungsbewegungen hervorgegangenen Freikirchentum und dem auf die Regierung gestützten Hochkirchentum. So setzte er sich für die Aufhebung des Konventikelplakats, das religiöse Versammlungen ohne Pfarrer verbot, sowie für die Trennung von Kirche und Schule ein. Auch die von den meisten Bischöfen bekämpften Volksbewegungen, insbesondere die Abstinenzbewegung, unterstützte er. Die Verfassungsreform von 1866, durch die der Klerus seine Vertretung im Reichstag verlor und dafür eine eigene, auch das Laienelement enthaltende Kirchenversammlung (Synode) geschaffen wurde, geht mit auf seine schon 1837 erstmals veröffentlichten und seitdem in vielen Schriften und Reichstagsreden weiter entwickelten Vorschläge zurück. Trotz seiner politisch und kirchenpolitisch liberalen Haltung war Thomander als Theologe eher konservativ und sah sich als Anhänger Henric Schartaus. 

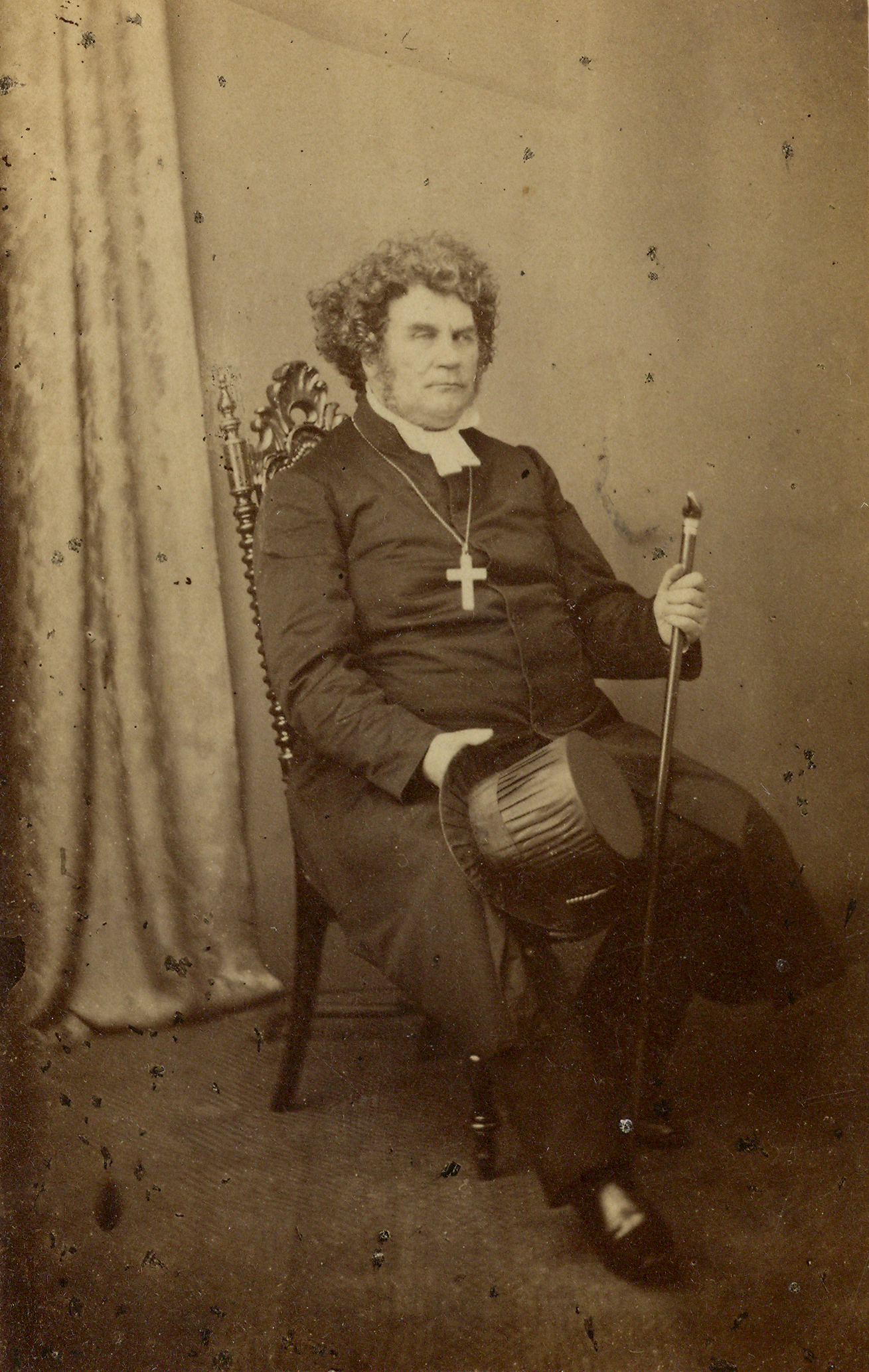
Johan Henrik Thomander (1798–1865)

Thomander war ein beliebter Prediger, etliche seiner Predigten wurden in Sammlungen veröffentlicht. Er verfasste auch dramatische und lyrische Werke, die aber nur in privatem Rahmen aufgeführt und nicht gedruckt wurden. Nur einige Kirchenlieder veröffentlichte er in einem 1849 mit Peter Wieselgren herausgegebenen Gesangbuch; manche von ihnen sind noch im aktuellen schwedischen Gesangbuch von 1986 enthalten. Daneben war er ein  begabter Übersetzer. Er übersetzte unter anderem Dramen von Shakespeare, Aristophanes und Voltaire sowie Lord Byrons Manfred, aber auch Traktate von Johann Tauler. Eine 1835 abgeschlossene Neuübersetzung des Neuen Testaments konnte sich neben der kirchlich approbierten Fassung nicht durchsetzen.
Das Haus, in dem er als Professor 1833–1851 lebte, ist heute mit originaler Einrichtung im Freilichtmuseum Kulturen in Lund zu besichtigen. Ein von den Töchtern Thomanders der Universität Lund übergebenes Haus in der Sandgata in Lund wird bis heute als Studentenwohnheim (Johan Henrik Thomanders studenthem) genutzt und hatte eine große Bedeutung für die Studentenkultur in Lund.

## Auszeichnungen
1849 erhielt Thomander einen Preis der Schwedischen Akademie für seine Predigten; 1855 wurde er selbst zum Mitglied gewählt (Stuhl 18). Die Universität Kopenhagen zeichnete ihn 1836 mit der Ehrendoktorwürde aus.